# Kanton Tournefeuille
Tournefeuille is een kanton van het Franse departement Haute-Garonne. Het kanton maakt deel uit van het arrondissement Toulouse.

## Gemeenten
Het kanton Tournefeuille omvat de volgende gemeenten:
- Cugnaux
- Tournefeuille (hoofdplaats)
- Villeneuve-Tolosane

Bij de herindeling van de kantons in 2014-2015 werd dit kanton niet gewijzigd.